# NSB 91 sorozat
Az NSB 91 sorozat egy dízel-villamos motorvonat sorozat volt. 1954 és 1955 között gyártotta a Strømmen. Összesen 10 db kétkocsis motorvonat készült. Az NSB használta 1954 és 1986 között. Hat kocsit sikerült megőrizni.